# Intisar Al-Amyal
Intisar Al-Amyal född 1972 i Najaf Irak är en irakisk kvinnorättsaktivist, skribent och vinnare av Per Anger-priset 2020.

## Biografi
Intisar Al-Amyals far var lärare och modern, som Al-Amyal ser som en stor inspiration, uppfostrade familjens sex barn att söka kunskap och vara ifrågasättande. Al-Amyal är utbildad vid konsthögskolan i Bagdad.

## Aktivism
Intisar Al-Amyal har drivit utbildning- och opinionsarbete gällande kvinnors rättigheter i Irak i 20 år. Som ledande frontfigur i kvinnorättsorganisationen Iraqi Women's League (IWL) arbetar Al-Amyal för att få fler kvinnor att delta i demokratin och politiken. IWL driver bland annat ett projekt för att motarbeta analfabetism bland landsbygdskvinnor genom att lära dem att läsa och skriva. Enligt Al-Amyal behövs undervisning av kvinnor för att stävja våld och extremism. Organisationen för statistik över hur många barnäktenskap som sker i Bagdad. Varje månad registrerar domstolarna mellan 2 000 och 3 000 äktenskap där personer är under 18 år, i vissa fall yngre än 15 år.
Al-Amyal arbetar för att våldtäktsmän och kvinnomisshandlare ska ställas inför rätta och straffas i domstol och att andra kränkningar av kvinnors och flickors rättigheter ska tas på allvar av den irakiska lagstiftningen.
På grund av hennes feministiska arbete utsattes hennes familjs hus för ett sprängdåd 2007, men ingen skadades. Intisar Al-Amyals fortsatta arbete för demokrati och mänskliga rättigheter trots ständiga hot var motiveringen till att Per Anger-prisets jury valde henne till pristagare.